# Comuna de Tereszpol

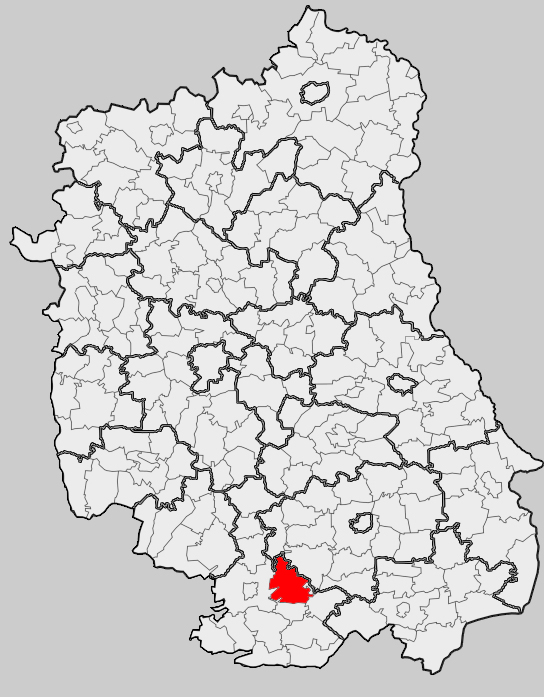
Comuna de Tereszpol

Tereszpol (polaco: Gmina Tereszpol) é uma gminy (comuna) na Polónia, na voivodia de Lublin e no condado de Biłgorajski. A sede do condado é a cidade de 1999.
De acordo com os censos de 2006, a comuna tem 3.993 habitantes, com uma densidade 28 hab/km².

## Área
Estende-se por uma área de 144,01 km², incluindo:
- área agrícola: 25%
- área florestal: 71%

## Demografia
Dados de 30 de Junho 2004:
|                      | Total   | Total | Mulheres | Mulheres | Homens  | Homens |
| -------------------- | ------- | ----- | -------- | -------- | ------- | ------ |
|                      | pessoas | %     | pessoas  | %        | pessoas | %      |
| População            | 4037    | 100   | 1986     | 49,2     | 2051    | 50,8   |
| Densidade (pop./km²) | 28      | 100   | 13,8     | 13,8     | 14,2    | 14,2   |

De acordo com dados de 2002, o rendimento médio per capita ascendia a 1355,8 zł.

## Comunas vizinhas
- Aleksandrów, Biłgoraj, Józefów, Radecznica, Zwierzyniec